# Simonyi András (diplomata)
Simonyi András (Budapest, 1952. május 16. –) magyar diplomata, a washingtoni Johns Hopkins Egyetemen a Paul H. Nitze Nemzetközi Tanulmányok Intézet transzatlanti kapcsolatokkal foglalkozó központjának ügyvezető igazgatója 2012 óta.

## Élete és munkássága
1961 és 1966 között apja Koppenhágában dolgozott, ezért öt évig ott járt nemzetközi iskolába, ahol angolul és dánul is megtanult. Hazatérésük után a Marx Károly Közgazdaságtudományi Egyetem közlekedés szakán szerzett diplomát 1975-ben. Diplomamunkáját már Dánia 20. századi biztonságpolitikájáról írta.
Az egyetem után a KISZ-ben és a Demokratikus Ifjúsági Világszövetségben tevékenykedett, különös tekintettel azok nemzetközi kapcsolataira. 1984-től az állampárt megszűnéséig az MSZMP KB külügyi osztályának politikai munkatársa volt.
1995 és 2002 között a NATO brüsszeli központja mellé akkreditált magyar nagykövet volt, 2002-től 2007-ig pedig hazánk washingtoni nagykövete.
2012-ben lett a transzatlanti kapcsolatokkal foglalkozó központ ügyvezető igazgatója a Johns Hopkins Egyetemen. Feleségével és két gyermekével Washingtonban él.
Számos cikket, tanulmányt publikált, többek között a Huffington Post baloldali-liberális online orgánumban.

## Díjai
- A Magyar Érdemrend parancsnoki keresztje (2009)
- Budapest XIII. kerület díszpolgára (2023)[2]